# 교토 공예섬유대학
교토 공예섬유대학(일본어: 京都工芸繊維大学,Kyoto Institute of Technology)은
일본의 국립 대학이다. 대학 본부는 교토부 교토시 사쿄구에 있다.

## 연혁
교토 공예섬유대학은 1949년에 교토 공업 전문학교(京都工業專門學校)와 교토 섬유 전문학교(京都纖維專門學校)를 통합시켜서 설립되었다.

### 교토 공업 전문학교
교토 공업 전문학교는 1902년에 공업 디자인에 관한 전문학교로서 설립되었다.
- 1902년 3월 교토 고등 공예학교 설치 (학과: 색염과, 기직과, 도안과).
- 1903년 9월 제1회 입학.
- 1929년 도자기과를 설치 (1937년 개명: 요업과).
- 1930년 11월 현 마쓰가사키(松ケ崎) 캠퍼스로 이전.
- 1944년 4월 교토 공업 전문학교로 개칭.
  - 학과: 요업과, 화학공업과, 건축과 (구 도안과), 방직과, 기계과.
- 1945년 4월 전기통신과를 설치 (1946년 개명: 전기과).
- 1949년 5월 교토 공예섬유대학 공예학부가 됨.
  - 기계과, 전기과, 화학공업과는 1951년에 공업단기대학부가 됨.

### 교토 섬유 전문학교
- 1899년 3월 일본 농상무성(農商務省, 현 농림수산성)이 잠업강습소(蠶業講習所)를 교토에 증설.
- 1899년 6월 교토 잠업강습소로 명명.
- 1914년 4월 교토 고등 잠업학교(京都高等蠶業學校)로 개칭.
- 1931년 제사과(製絲科)를 증설. 교토 고등 잠사학교(京都高等蠶絲學校)로 개칭.
- 1944년 4월 교토 섬유 전문학교로 개칭.
- 1949년 5월 교토 공예섬유대학 섬유학부가 됨.

### 교토 공예섬유대학
- 1949년 교토 공예섬유대학 발족 (공예학부, 섬유학부).
- 1951년 공업단기대학부를 설치 (야간 3년제).
- 1968년 섬유학부가 마쓰가사키(松ケ崎) 캠퍼스로 이전.
- 1992년 공업단기대학부를 폐지.
- 2006년 공예과학부를 설치 (공예학부와 섬유학부를 통합).

## 캠퍼스
- 마쓰가사키(松ケ崎) 캠퍼스
- 교토부 교토시 사쿄구 마쓰가사키 하시카미 초(松ケ崎橋上町).

## 조직

### 학부
- 공예과학부
  - 생명물질과학역 (生命物質科學域)
    - 응용생물학 과정
    - 생체분자공학 과정
    - 고분자기능공학 과정
    - 물질공학 과정

  - 설계공학역 (設計工學域)
    - 전자 시스템 공학 과정
    - 정보공학 과정
    - 기계 시스템 공학 과정
    - 디자인 경영공학 과정

  - 조형과학역 (造形科學域)
    - 조형공학 과정

  - 첨단과학기술 과정 (야간주체 코스)

### 대학원
- 공예과학 연구과 (석사/박사 과정)

### 부속기관
- 도서관
- 미술공예 자료관
- 지역공동연구 센터
- 정보과학 센터
- 환경과학 센터
- 섬유과학 센터
- 초파리 유전자원 센터